# Кампен, Якоб ван
Якоб ван Кампен, Якоб Питерс ван Кампен (нидерл. Jacob van Campen, 2 февраля 1596, Харлем — 13 сентября 1657, Амерсфорт) — нидерландский архитектор и живописец, видный представитель архитектуры голландского классицизма и палладианизма.

## Биография и творчество
Якоб ван Кампен родился в Харлеме (Северная Голландия), в 1596 году в богатой и знатной дворянской семье. Начал заниматься рисованием для собственного удовольствия. В 1614 году стал членом Гильдии Святого Луки (в Харлеме живописцы и архитекторы состояли в одной гильдии). Учился живописи у Франса де Греббера. Предположительно, с 1616 по 1624 год ван Кампен обучался в Италии. По возвращении в Нидерланды занялся архитектурой, используя в своей работе идеи Андреа Палладио, Винченцо Скамоцци и древнеримского архитектора Витрувия.
Ван Кампен стал первым в Голландии архитектором, сумевшим сочетать традиционный «кирпичный стиль» рядовой северо-европейской городской застройки из красного кирпича с отделкой белым камнем с элементами своеобразного голландского барокко представительских зданий, а также с витрувианскими идеями и итальянскими мотивами, в результате чего родился «голландский классицизм». Примечательно, что классицизм в архитектуре Голландии сложился в 1630-х годах, ранее аналогичных стилей во Франции и Англии.

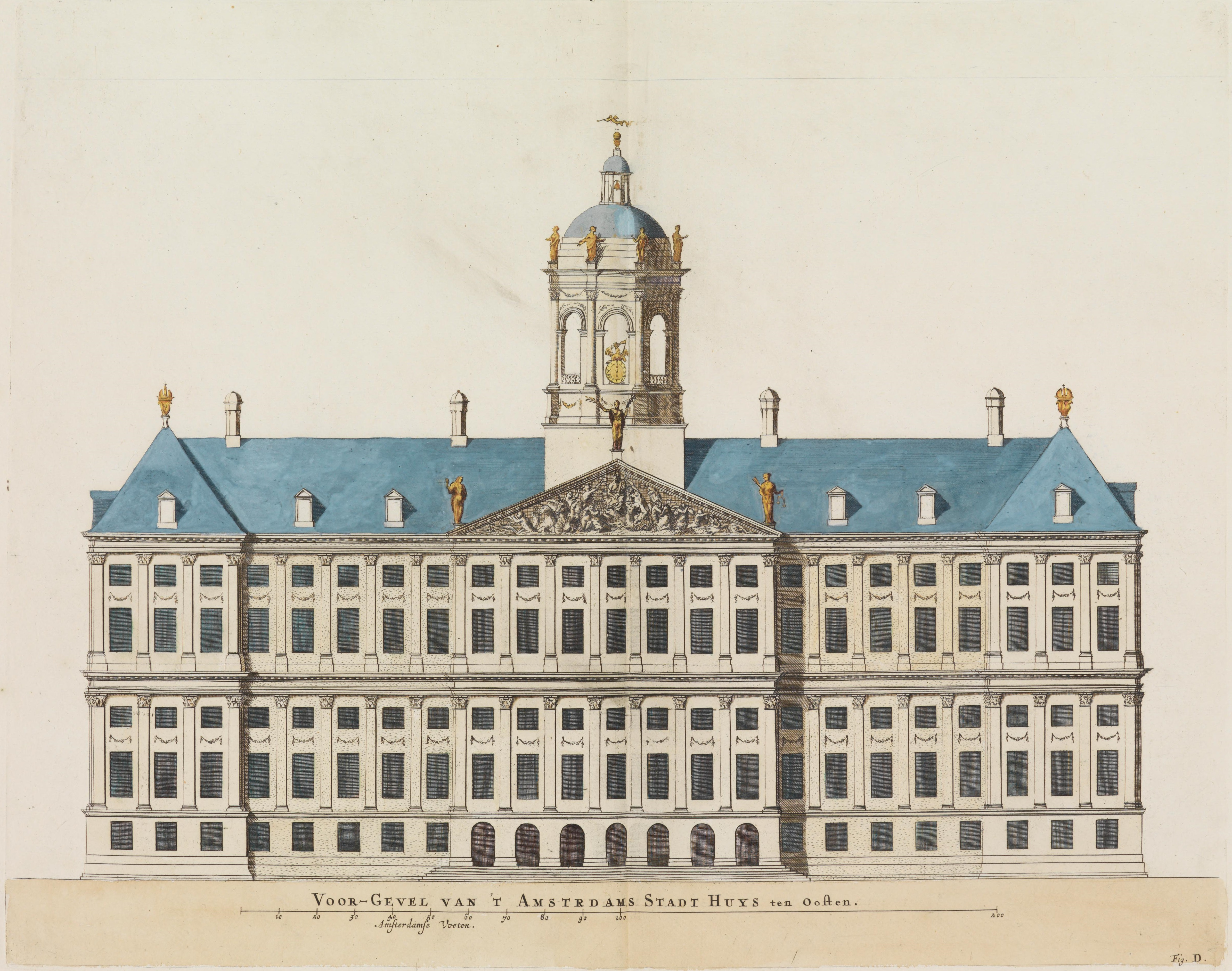
Здание биржи в Амстердаме. Проект 1699—1706 гг.

В 1621—1630 годах ван Кампен работал в Харлеме, но первой его известной работой является дом Коймансов в Амстердаме, построенный в 1625 году. Ван Кампен совместно с архитектором Питером Постом разработал проект частного дома Иоганна-Морица Нассау-Зигенского: Маурицхёйс в Гааге (Mauritshuis, 1634—1641). Позднее — здание Королевской картинной галереи, где в настоящее время располагается знаменитый музей с большой коллекцией произведений голландской живописи. Примерно в это же время был создан проект здания первого голландского театра (Schouwburg).
Ван Кампен был дружен с нидерландским поэтом, учёным и композитором Константейном Хёйгенсом, и вместе они спроектировали для Хёйгенса новый дом. Самый ранний загородный дом в Голландии в палладианском стиле также принадлежит ван Кампену и Питеру Посту, а именно Хёйс-тен-Бос (Huis ten Bosch) в Маарсен-ан-дер-Фехт, провинция Утрехт (1648—1652). Ван Кампен также спроектировал реформатскую церковь (Hervormde Kerk) в Ренсвауде, провинция Утрехт (1639—1641), и, по совместному проекту с Ливеном де Кеем, «Новую церковь» (Nieuwe Kerk, 1645—1649) — кальвинистский храм оказавший влияние на творчество английского архитектора Кристофера Рена.
Самой знаменитой работой ван Кампена является здание Ратуши на площади Дам в Амстердаме, строительство которой было начато в 1648 году в своеобразном стиле голландского классицизма. Здание мыслилось в качестве памятника морскому и торговому могуществу республики. Голландская архитектура того времени тяготела к простоте и рационализму, но ван Кампен привнёс в здание Ратуши «итальянизмы» и даже палладианизмы: симметрия, ордерная разработка фасадов пилястрами, треугольный фронтон, плотно заполненный скульптурой, обязательная для ратуши башня с куполом, превращённая архитектором в овальную в плане купольную ротонду, привносят характер, одновременно типичный для северной и для итальянской архитектуры. Купол венчает флюгер в виде морского судна, древнего символа Амстердама. Но самое замечательное в этой постройке — огромный центральный Зал городского собрания (Бургерзал): двусветный зал (с высотой стен в два этажа), предназначенный для важных торжеств и государственных приёмов. Он имеет размеры 36×18 м и высоту в 27,5 м. На полу выложены три круга с изображениями восточного и западного полушарий и звёздной картой. Для жителей города как бы весь мир и небеса лежали у их ног. Зал должен был показать, что Амстердам был центром Вселенной. На главной стене, в верхней части, помещено 6-метровое скульптурное изображение Атланта, или Атласа, держащего на своих плечах небесный свод в виде сферы. Скульптура была создана Артусом Квеллинусом с помощниками.
В настоящее время здание бывшей ратуши является Королевским дворцом. Ван Кампен был близким другом художника Паулюса Бора. Он не только проектировал здания, но и создавал проекты оформления интерьеров, изделий «малых форм», например, проект церковного органа в Алкмаре. Его искусство также повлияло на нидерландскую школу скульптуры. В работе ему помогали Питер Пост, Даниэль Сталпаэрт, Матиас Витус, Филипс Вингбонс, Артус Квеллинус, Тильман ван Гамерен и Ромбаут Ферхюльст.
Ван Кампен умер в 1657 году в унаследованной от матери резиденции недалеко от Амерсфорта, где и был похоронен. Ван Кампен никогда не был женат, но у него был сын Александр Ван Кампен.
Идеи архитектора использовали в своих проектах князь Иоганн Мориц Нассау-Зингенский при создании парка в Клеве и Фридрих Вильгельм I (курфюрст Бранденбурга) при строительстве здания мэрии и городского дворца в Потсдаме.

## Галерея

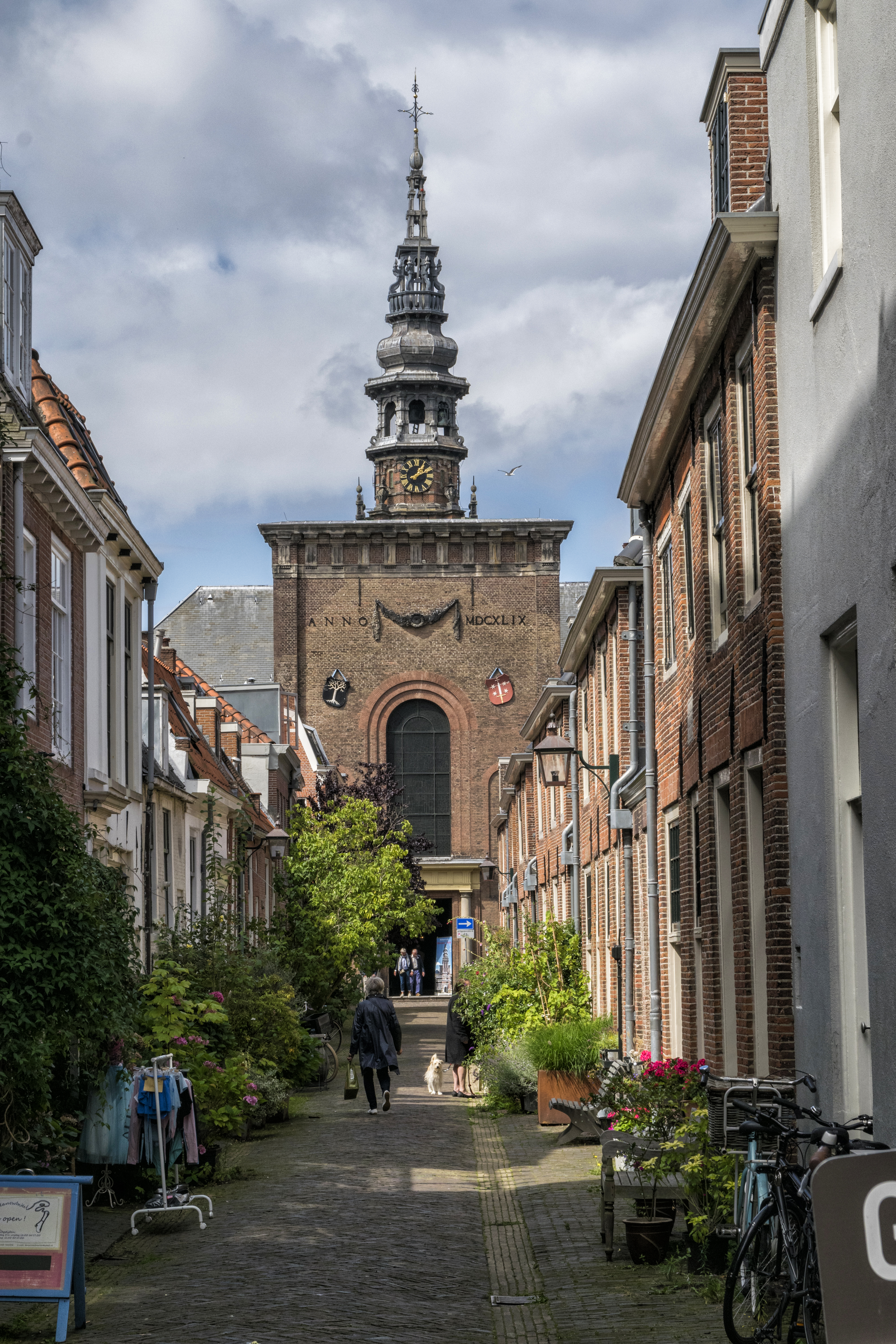
Новая церковь (Nieuwe Kerk). Совместно с Ливеном де Кеем. 1645–1649
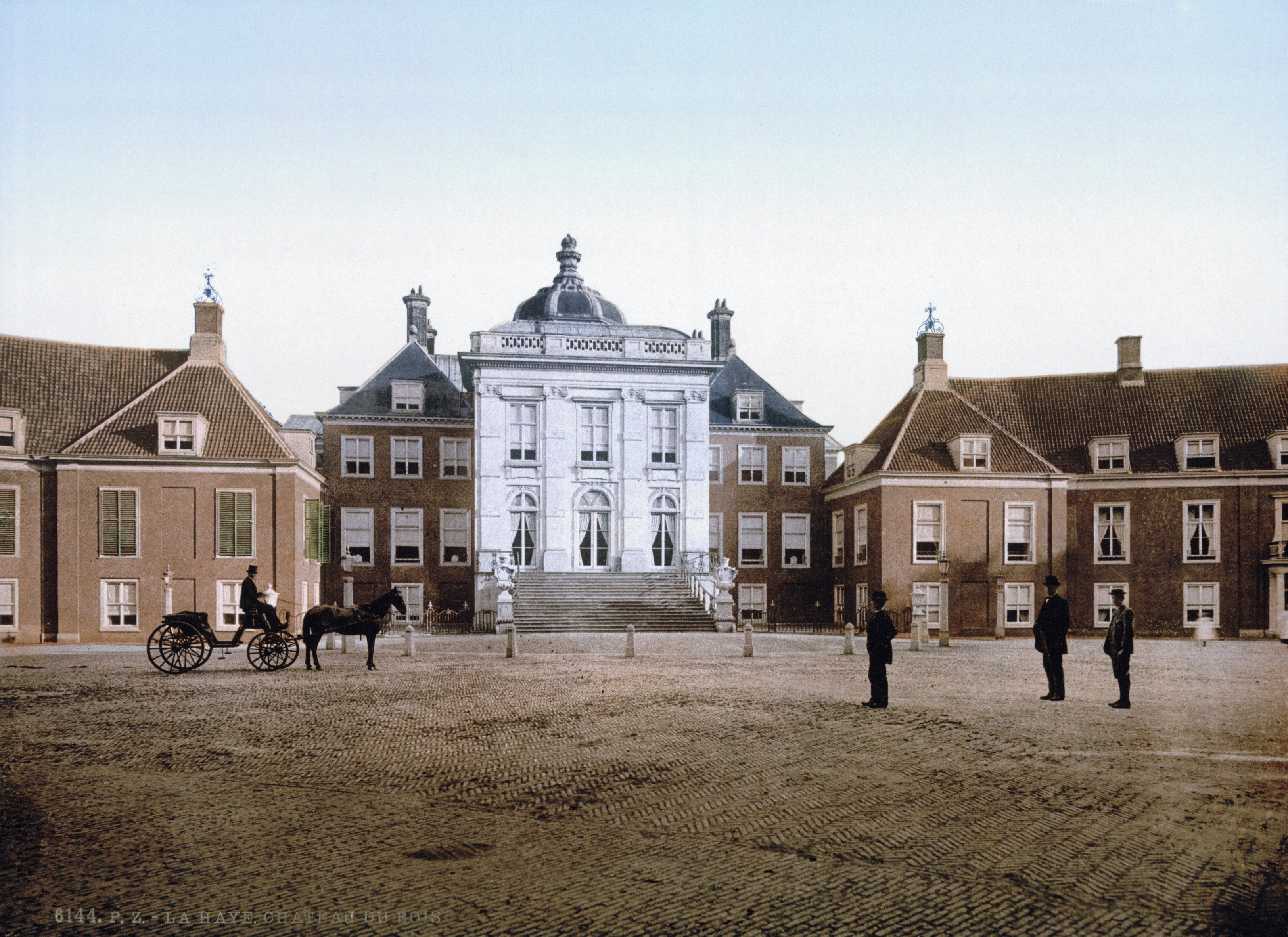
Хёйс-тен-Бос. 1648—1652 (совместно с П. Постом). Гаага. Фотохромия. Между 1890 и 1905 гг.
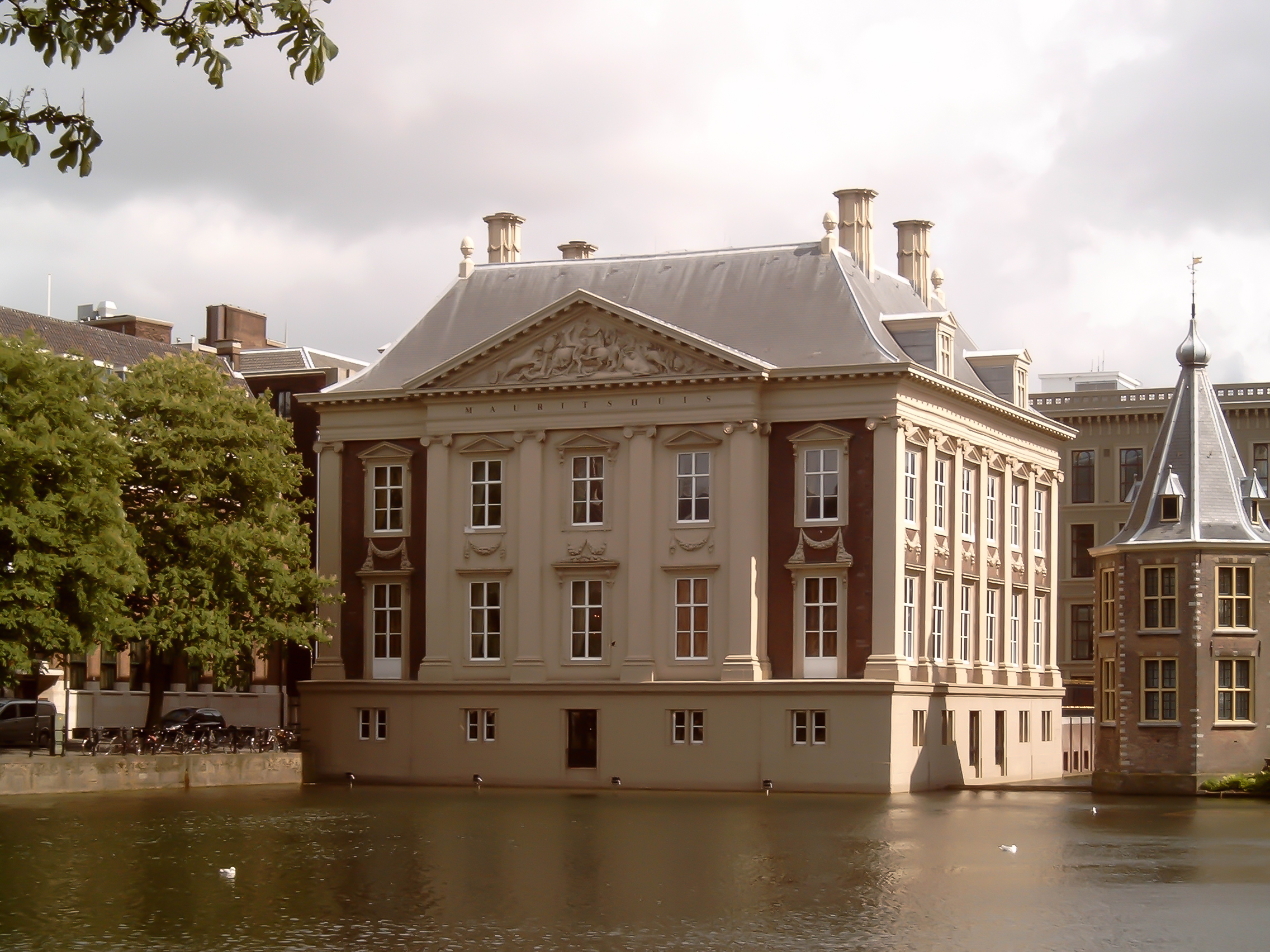
Маурицхёйс (совместно с П. Постом). 1634–1641. Гаага
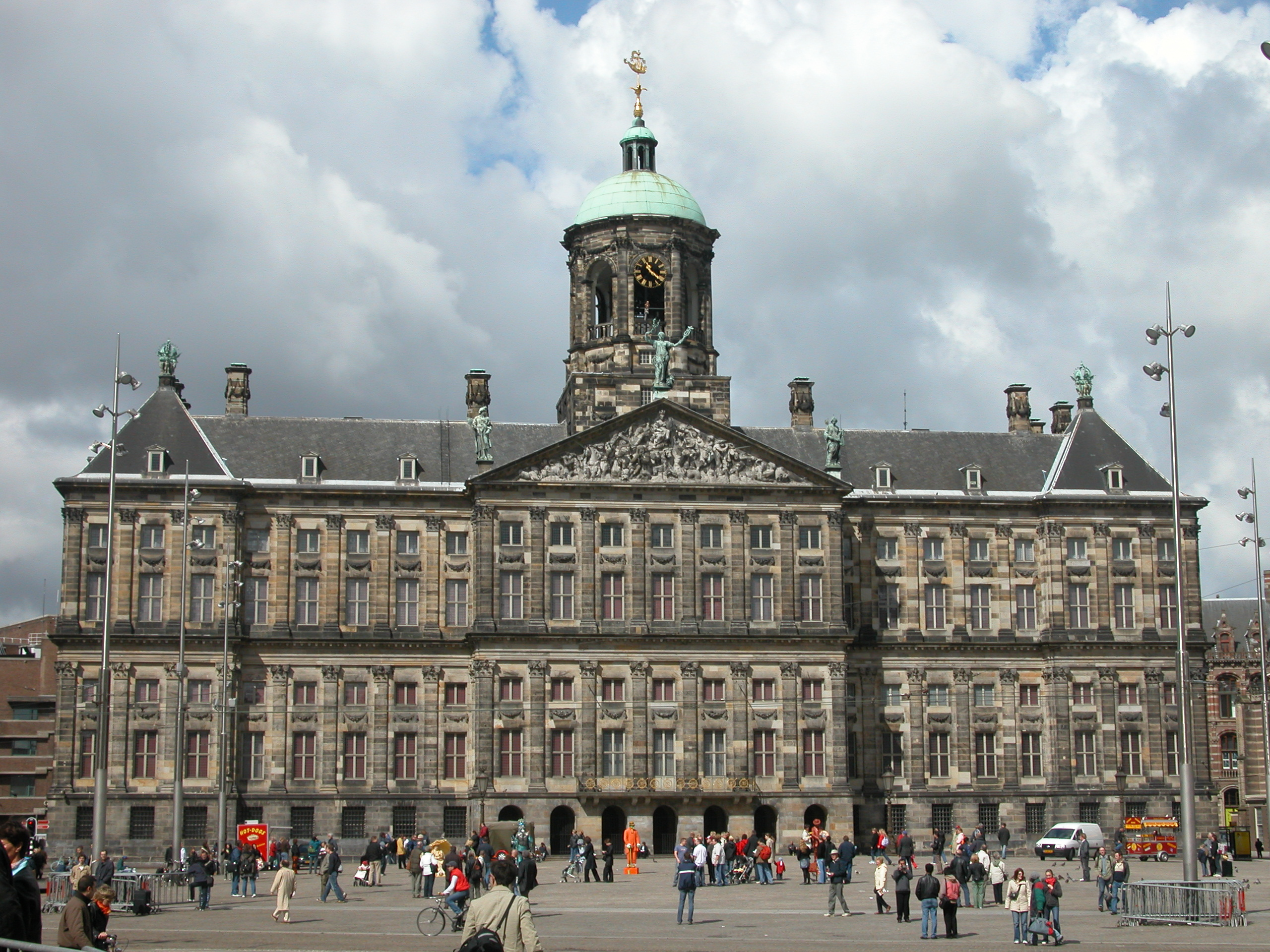
Здание Королевского дворца (бывшей ратуши) в Амстердаме. Современный вид
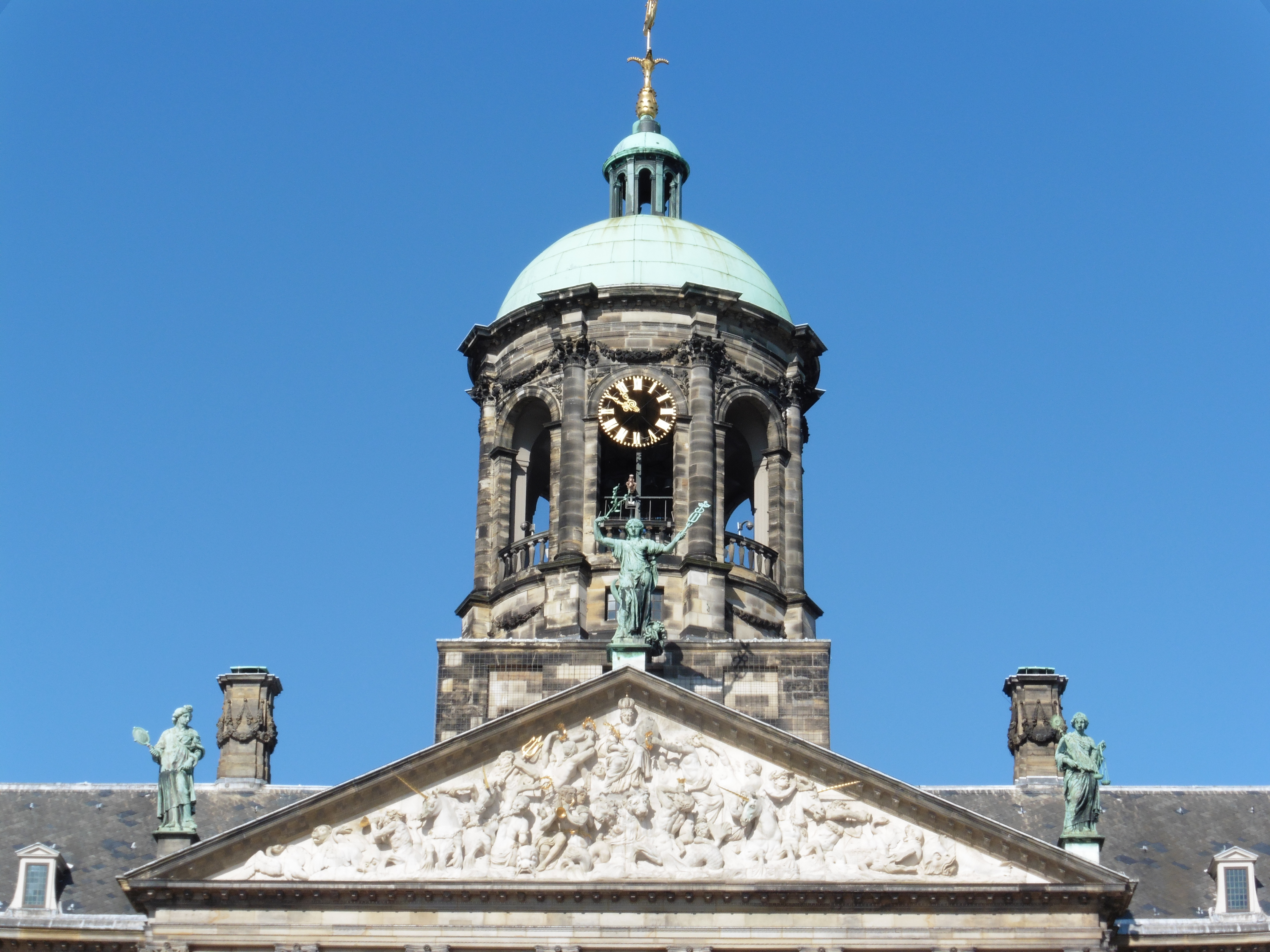
Башня ратуши
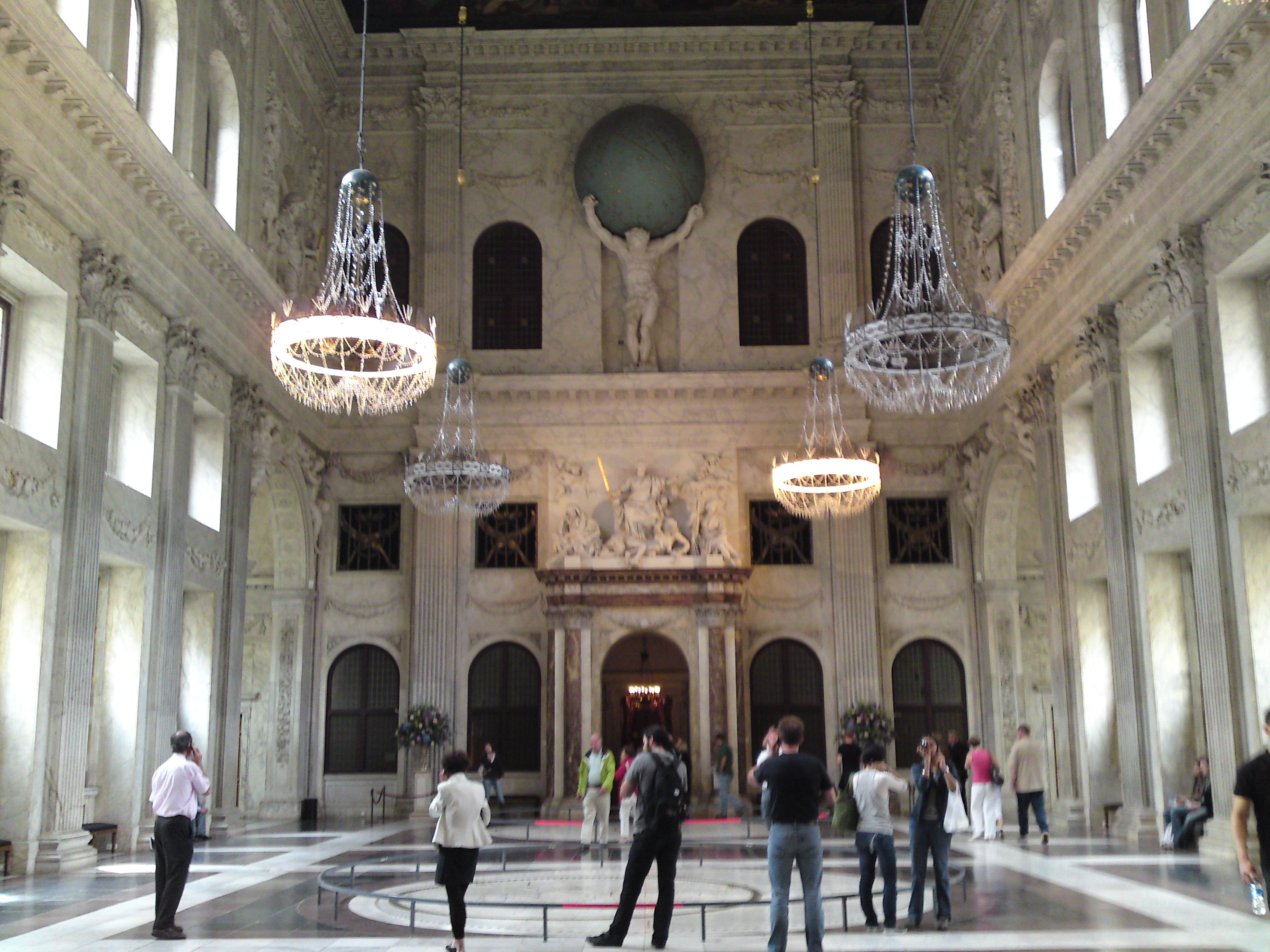
Зал городского собрания (Бургерзал) Ратуши в Амстердаме. 1665
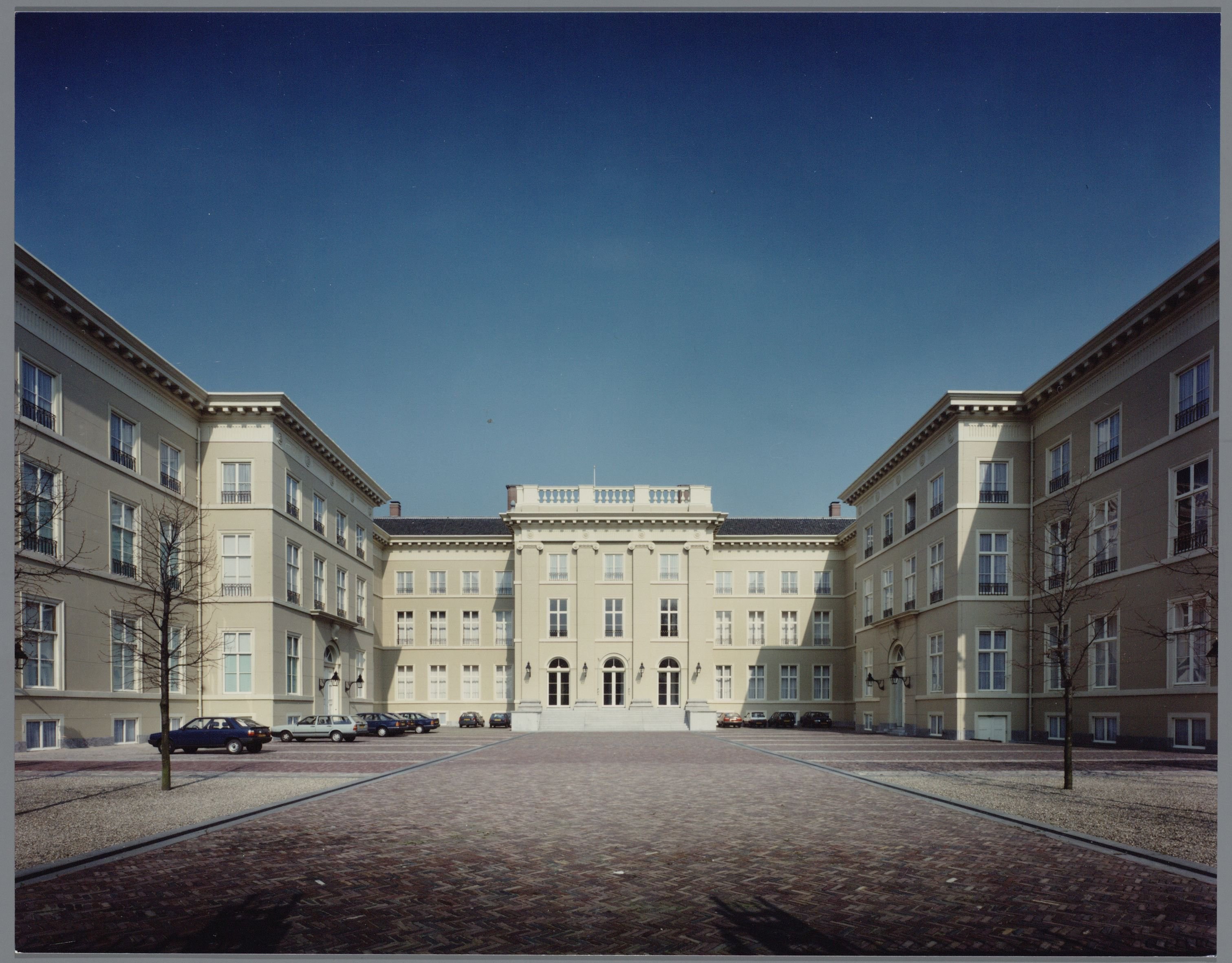
Дворец Нордейнде. 1609—1684. Гаага